# Seidewitz (Molauer Land)
Seidewitz ist ein Ortsteil der Gemeinde Molauer Land im Burgenlandkreis in Sachsen-Anhalt.

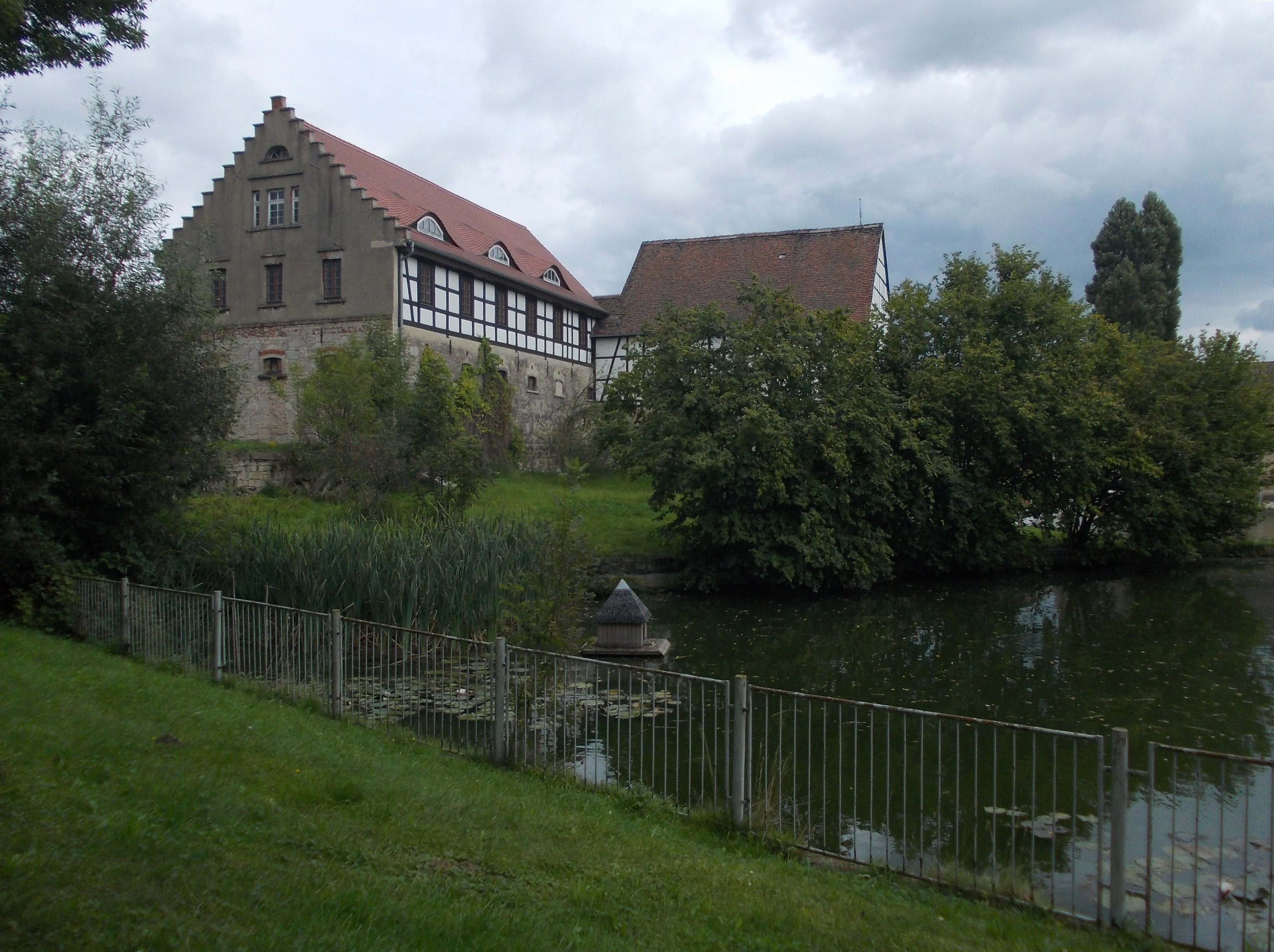
Am Teich

## Geografie
Seidewitz liegt ca. 15 km südlich von Naumburg (Saale) an der Landesgrenze zu Thüringen.

## Geschichte

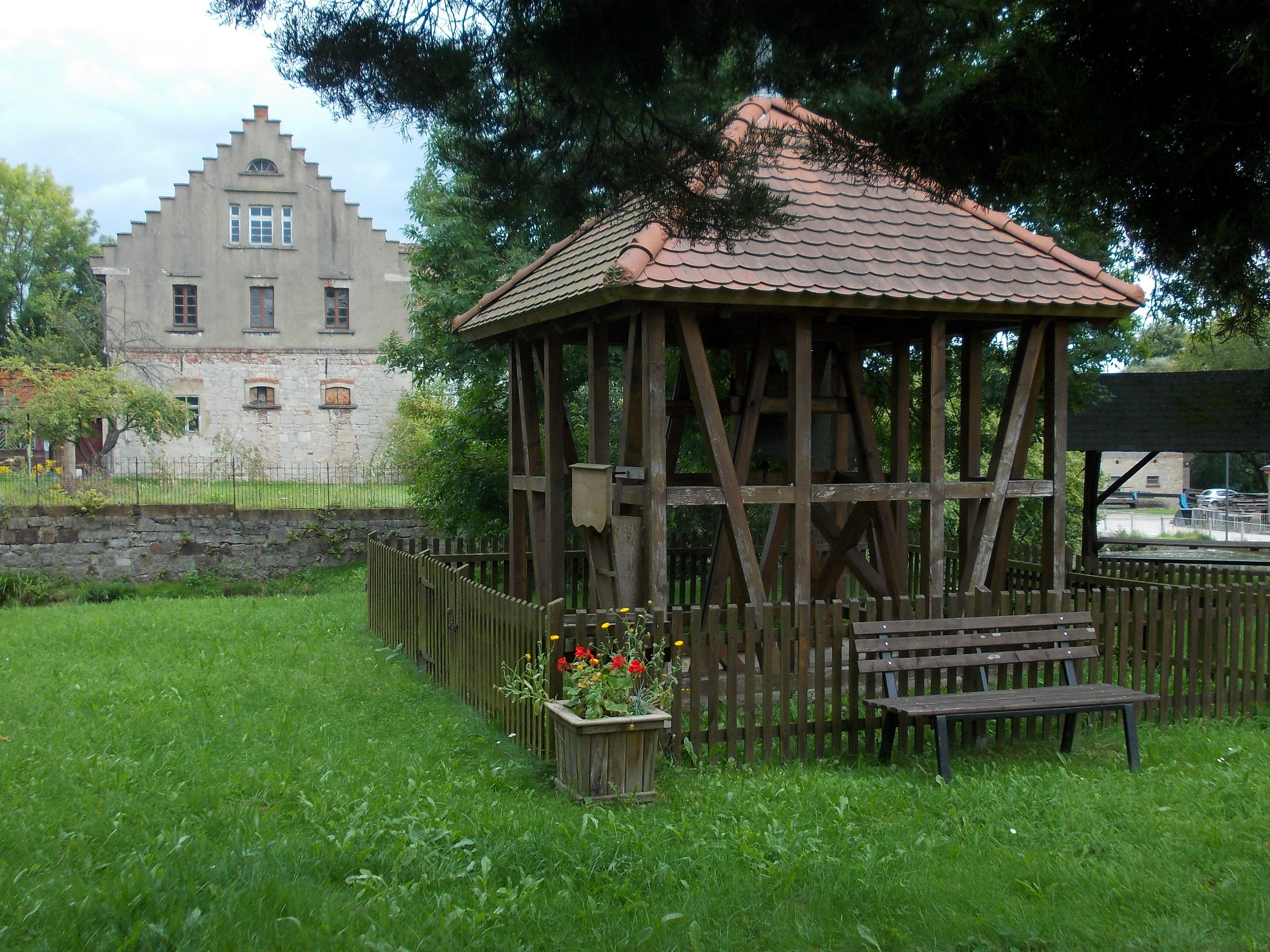
Glockenstuhl

1423 erfolgte die erste urkundliche Erwähnung von Seidewitz. Der Ortsname leitet sich vermutlich aus dem slawischen Wort „zito“ für Getreide ab. Das Dorfwappen zeigt aus diesem Grund drei goldene Ähren, die von einem Band zusammengehalten werden.
Seidewitz gehörte wie Casekirchen und Köckenitzsch bis 1826 zum Nordteil des Kreisamts Eisenberg. Das wettinische Kreisamt Eisenberg gehörte aufgrund mehrerer Teilungen im Lauf seines Bestehens zu verschiedenen Ernestinischen Herzogtümern. 1826 kam Seidewitz mit dem Nordteil des Kreisamts Eisenberg vom Herzogtum Sachsen-Gotha-Altenburg zum Herzogtum Sachsen-Meiningen und wurde Teil der Exklave Camburg. In Seidewitz befand sich lange eine Ziegelei und zu Beginn des 20. Jahrhunderts sogar eine eigene Bierbrauerei. Davon zeugt bis in die Gegenwart der Eiskeller am Ortsrand.
Von 1922 bis 1939 gehörte der Ort zur Kreisabteilung Camburg. Bis 1952 gehörte Seidewitz wie die meisten heutigen Ortsteile der Gemeinde Molauer Land zu Thüringen. Bei der Gebietsreform von 1952 in der DDR kam der Ort vom aufgelösten Landkreis Jena an den  Kreis Naumburg im Bezirk Halle.
Am 17. September 1961 wurde die bis dahin selbständige Gemeinde Seidewitz nach Casekirchen eingemeindet. Durch den Zusammenschluss der bis dahin selbstständigen Gemeinden Abtlöbnitz, Casekirchen, Leislau und Molau zur neuen Gemeinde Molauer Land ist Seidewitz seit dem 1. Januar 2010 einer von elf Ortsteilen dieser Gemeinde.

## Religion
Die 1774 errichtete Kirche in der Dorfmitte musste wegen Baufälligkeit und der finanzschwachen Gemeinde 1976 abgerissen werden. Die Glocke wurde ins benachbarte Casekirchen verbracht, ist aber seit dem Neubau eines Glockenhäuschens im Jahr 1998 wieder in Seidewitz zu hören. Es finden hier regelmäßig Gottesdienste im Freien statt. 

## Verkehr

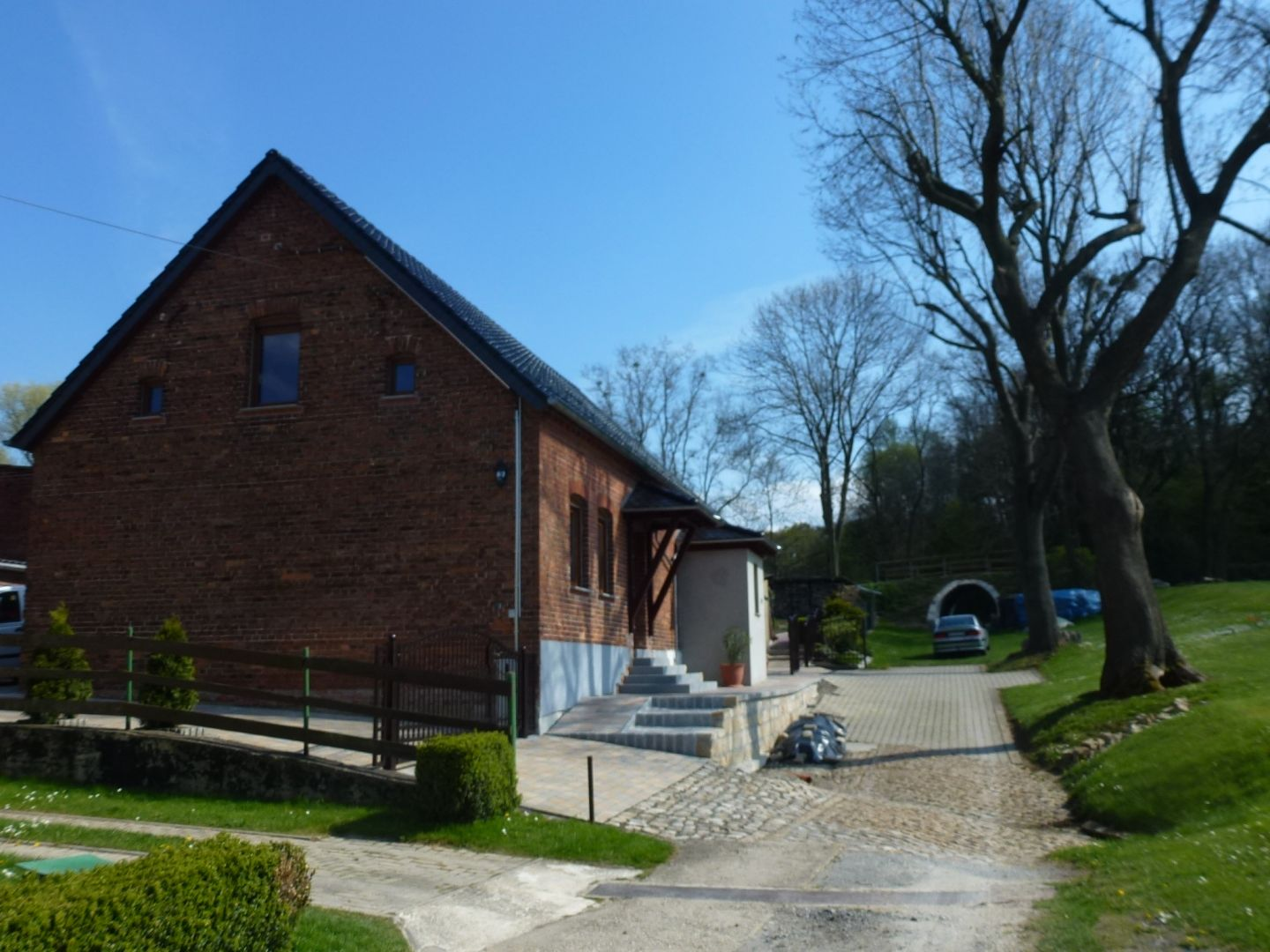
Ehem. Bahnlinie

Bis zur Teilstilllegung 1965 führte die Bahnstrecke Zeitz–Camburg südöstlich des Orts entlang. Zwischen Zeitz und Schkölen wurde die Trasse zu einem asphaltierten Radweg umgebaut.